# Tetragonodes rufata
Tetragonodes rufata là một loài bướm đêm trong họ Geometridae.